# Kent Invicta Football League
De Kent Invicta Football League is een Engelse voetbalcompetitie die het graafschap Kent beslaat. De competitie bestaat sinds het seizoen 2011/12 en maakt deel uit van het zesde niveau van het National League System, oftewel het tiende niveau van de Engelse voetbalpiramide.

## Oprichting
In 2009 ontstond er een sterk toenemende vraag naar een nieuw zesde niveau van het National League System, met als doel promotie en degradatie tussen de Kent League (tegenwoordig Southern Counties East League) en de Kent County League te bevorderen. Meerdere seizoenen na elkaar had er geen degradatie plaatsgevonden en ook promoties waren sporadisch.

## Clubs in het seizoen 2014/15
- Bearsted
- Bridon Ropes
- Crockenhill
- Eltham Palace
- Glebe
- Gravesham Borough
- Hollands & Blair
- Kent Football United
- Lewisham Borough
- Lydd Town
- Meridian VP
- Orpington
- Rusthall
- Seven Acre & Sidcup
- Sheppey United
- Sutton Athletic

## Kampioenen
| Seizoen | Kampioen         |
| ------- | ---------------- |
| 2011–12 | Bly Spartans     |
| 2012–13 | Phoenix Sports   |
| 2013–14 | Hollands & Blair |